# Quilessa collaris
Quilessa collaris är en insektsart som beskrevs av Ramos 1957. Quilessa collaris ingår i släktet Quilessa och familjen Kinnaridae. Inga underarter finns listade i Catalogue of Life.